# Skoky na trampolíně na Letních olympijských hrách 2004
Skoky na trampolíně na Letních olympijských hrách 2004.

## Medailisté
| Soutěž | Zlato                             | Stříbro                           | Bronz                          |
| ------ | --------------------------------- | --------------------------------- | ------------------------------ |
| Muži   | Jurij Nikitin · Ukrajina (UKR)    | Alexandr Moskalenko · Rusko (RUS) | Henrik Stehlik · Německo (GER) |
| Ženy   | Anna Dogonadzeová · Německo (GER) | Karen Cockburn · Kanada (CAN)     | Chuang Šan-šan · Čína (CHN)    |